# H3 (Paralympics)
H3 ist eine Startklasse für Sportler im paralympischen Para-Radsport für Sportler in den Teilsportarten Bahnradrennen und im Straßenradrennen. Die Klasseneinteilung kennzeichnet den wettbewerbsrelevanten Grad der funktionellen Behinderung eines Sportlers. Die Zugehörigkeit von Sportlern zur Startklasse ist wie folgt skizziert:
„Die Startklasse H3 ist zur Faktorierung noch einmal unterteilt in die Unterstartklassen H3,1 und H3,2.
Radsportler der Klasse H3,1 müssen liegend auf einem Handbike starten. Eines der folgenden Minimumkriterien muss zusätzlich erfüllt sein:
- vollständige Querschnittslähmung im Bereich der Brustwirbelsäule (Th1-Th3) – oder
- keine oder kaum vorhandene Beinfunktion und sehr geringe Rumpfstabilität.

Radsportler der Klasse H3,2 müssen liegend auf einem Handbike starten. Eines der folgenden Minimumkriterien muss zusätzlich erfüllt sein:
- vollständige Querschnittslähmung im Bereich der Brustwirbelsäule (Th4-Th10) – oder
- keine oder kaum vorhandene Beinfunktion und begrenzte Rumpfstabilität.

Es gilt für beide Unterstartklassen H3,1 und H3,2:
- der Athlet / die Athletin muss auf dem Handbike liegen und benutzt im Wesentlichen die Arme, um das Handbike anzutreiben.“